# O Uraguai

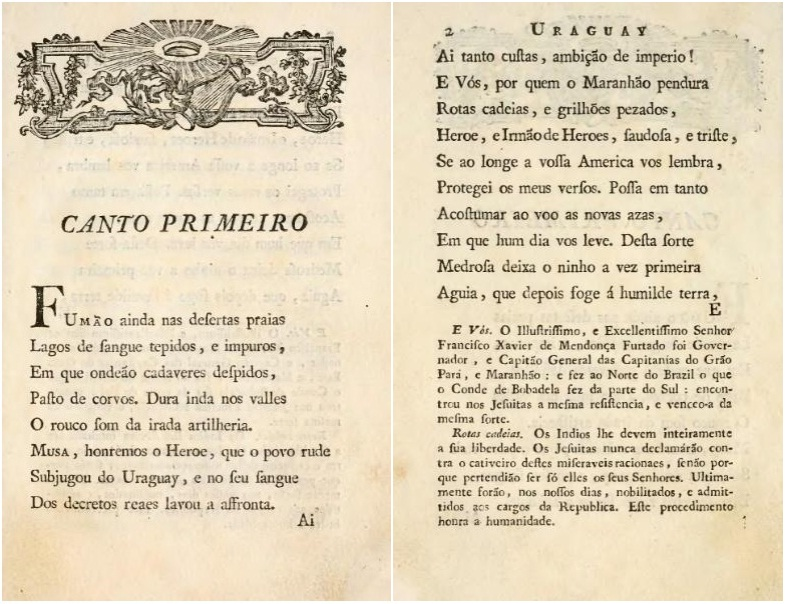
Początek epopei Joségo Basília da Gama O Urugai

O Uraguai – epos brazylijskiego poety Joségo Basília da Gama (1740-1795). Został opublikowany w 1769. Opowiada o hiszpańsko-portugalskiej wyprawie na kontrolowane przez jezuitów tereny zamieszkane przez Indian. Epos został napisany białym wierszem, w przeciwieństwie do większości portugalskojęzycznych poematów epickich, ułożonych oktawą. Poemat uznawany jest za jedno z największych osiągnięć klasycyzmu brazylijskiego.